# Yves Bouvier
Pour les articles homonymes, voir Bouvier.
 (janvier 2025).
Le texte peut changer fréquemment, n’est peut-être pas à jour et peut manquer de recul. 
Le titre et la description de l'acte concerné reposent sur la qualification juridique retenue lors de la rédaction de l'article et peuvent évoluer en même temps que celle-ci.
 (mai 2020).
Yves Bouvier, né le 8 septembre 1963 à Genève est un homme d'affaires et marchand d'art suisse spécialisé dans le transport et l'entreposage d'œuvres d'art et d'objets de valeur. Il est le fondateur des ports francs de Singapour et du Luxembourg.
Depuis 2015, il fait l'objet de nombreuses enquêtes, entre autres diligentées par la justice suisse.

## Biographie

### Origines et jeunesse
Yves Bouvier est le fils de Jean-Jacques Bouvier, employé depuis 1953 chez le transporteur genevois Natural Le Coultre,.
Jean-Jacques Bouvier en devient, avec sa famille, le propriétaire en 1984, et y développe une filiale pour le transport d'objets précieux,.
Yves Bouvier abandonne l'université et son père l'embauche comme stagiaire au sein de l’entreprise Natural Le Coultre. Il travaille aux côtés de son père dès le début des années 1980 et passe plus de dix ans dans tous les départements de l'entreprise Natural Le Coultre : du camionnage au déménagement, en passant par les opérations de transfert industriel.
Protestant non pratiquant, ses passions principales sont le nautisme et l'équitation,.

### Carrière chez Natural Le Coultre
En 1984, la famille Bouvier rachète Natural Le Coultre. En 1989, Jean-Jacques Bouvier et Yves Bouvier créent la filiale Fine Art Transports Natural Le Coultre.
Nommé directeur adjoint en 1995, puis président du groupe en 1997, Yves Bouvier développe toute une gamme de services autour de l’entreposage des œuvres d’art et d’objets de valeurs dans les ports francs : restauration, photographie, expertise, salle d’exposition, etc. Il finit par se détacher de toutes les autres activités de Natural Le Coultre pour se spécialiser dans le marché de l’art et se consacre au développement international du concept de « hub artistique » qu’il a développé à Genève.
Afin de développer les activités du groupe sur le territoire asiatique, Yves Bouvier quitte ses fonctions exécutives en 1998.

### Ports francs
Dès 2005, Yves Bouvier entreprend d'exporter son modèle commercial à l'étranger. Qualifiés de « trous noirs » par l’eurodéputée Evelyn Regner du fait de leur absence de traçabilité, les ports francs regroupent des services spécialisés destinés aux collectionneurs, aux musées et aux entreprises.
Yves Bouvier est alors surnommé « le roi des ports francs »,. Il est le principal promoteur de ce concept dans le monde entier. En partant d’une participation minoritaire dans le port franc de Genève, il exporte le concept à Singapour et au Luxembourg. Il se consacre au développement de ce modèle à Pékin, avec l'ouverture envisagée d'une structure de 120 000 m2 (et 700 000 m2 à terme), le « Beijing Freeport of Culture ». Il travaille sur la mise en œuvre d'un projet similaire avec la ville de Shanghai.
En 2016, l’UNESCO présente dans un rapport le risque élevé que les ports francs soient utilisés par des marchands d'art pour récupérer des œuvres d'art issues de vols, pillages ou fouilles illicites pour les revendre, même de nombreuses années après.
En 2018, une étude réalisée par le Service de recherche du Parlement européen décrit leur grande sécurité et leur discrétion comme un élément favorisant un risque d'évasion fiscale et de blanchiment d’argent,. En mars 2019, le Parlement européen adopte à une large majorité une résolution sur le renforcement des mécanismes de lutte contre le blanchiment d'argent qui prévoit la suppression progressive de tous les ports francs de l’UE. En juillet 2019, la Commission européenne ajoute les ports francs à la liste des secteurs qui comportent un risque accru de blanchiment d’argent. Les ports francs de Genève et du Luxembourg ont tous deux été cités dans le rapport final.

#### Port franc de Singapour
Yves Bouvier choisit Singapour pour y créer un nouveau port franc consacré à l'art. L'immeuble futuriste hyper sécurisé disposant d'un espace de 30 000 m2 est inauguré en 2010. Le « Freeport Singapore » est situé en zone franche et au pied des pistes de l’aéroport de Changi.
En 2016, le Groupe d'action financière, qui lutte contre le blanchiment d’argent, affirme dans un rapport sur les mesures de lutte contre le blanchiment de capitaux et le financement du terrorisme que le port franc de Singapour présente un risque « moyen à élevé » de blanchiment d'argent et de financement du terrorisme. Le rapport souligne que « les autorités compétentes […] n'ont pas démontré une compréhension globale des activités menées dans le port franc de Singapour ».
Le port franc de Singapour accueille principalement des œuvres d'art, mais aussi des métaux précieux, des voitures de collection, du vin et des bijoux. Ses premiers clients comptaient JPMorgan, UBS ou encore la Deutsche Bank qui, à un moment donné, y avaient conservé des métaux rares,.
Le port franc est en vente depuis 2017. Fin 2018, il cumulait 18,4 millions de dollars de pertes selon les documents déposés auprès de l’Accounting and Corporate Regulatory Authority de Singapour.
En juillet 2019, Yves Bouvier explique dans une interview que « l’idée du port franc de Singapour s’est révélée être un grand succès ».

#### Port franc de Genève
La société Natural Le Coultre d'Yves Bouvier était actionnaire minoritaire (5,9 %) du port franc de Genève. Le port franc de Genève détiendrait pour 100 milliards de francs suisses d'œuvres d'art.
Le port franc aurait été lié à un trafic d’antiquités pillées en Syrie et est considéré par l’Union européenne comme à risque pour des opérations de blanchiment d’argent et d’évasion fiscale.
En 2016, une opération de police est menée dans le port franc de Genève et aboutit à la découverte de nombreuses antiquités volées. Emballés dans 45 caisses, les enquêteurs découvrent 17 000 objets grecs, romains et étrusques.
Yves Bouvier vend sa participation en 2017 après que le gouvernement suisse ait fait voter des lois incitant à une surveillance accrue.

#### Port franc de Luxembourg
Souhaitant reproduire le modèle du « Freeport Singapore » au sein de la zone euro, Yves Bouvier entreprend la même démarche au Luxembourg avec l’ouverture en 2014 du « Freeport Luxembourg », un entrepôt ultrasécurisé de 22 000 m2 sur 4 étages, et jouxtant l’aéroport de Luxembourg-Findel. Dès son ouverture, 75 % des espaces sont déjà loués.
En septembre 2014, le port franc au Luxembourg ouvre. Cette décision est vue comme un effort visant à attirer des investisseurs plus fortunés vers le Luxembourg. La construction du port franc a été validée par le Premier ministre luxembourgeois, Jean-Claude Juncker.
En 2018, le port franc de Luxembourg est soumis à l'examen d’une commission du Parlement européen, centrée sur les crimes financiers et la fraude fiscale. L'eurodéputé allemand Wolf Klinz, membre de la commission, demande à la Commission européenne de combler les lacunes qui permettraient de potentiels crimes financiers dans cette zone.

### Autres activités professionnelles
Yves Bouvier a fondé en 2004 la société Art Culture Studio, destinée à l'organisation d'évènements culturels. Il a notamment été l'initiateur et le président de la Moscow World Fine Art Fair et de la Salzburg World Fine Art Fair. Les activités à but non lucratif font partie intégrante du fonctionnement d'Art Culture Studio, qui en 2012 participe à la rénovation du mobilier XVIIIe pour le boudoir de l'impératrice Joséphine de Fontainebleau. Art Culture Studio soutient la fondation Renaissance de la propriété russe à la campagne, organisation publique non lucrative qui vient en aide à des programmes de recherche liés à la restauration de complexes historiques et culturels ruraux.
Yves Bouvier a également été, en 2008, l'un des initiateurs du projet de création de la Pinacothèque de Paris à Singapour, géré par Marc Restellini. Selon son site internet, l’organisation est « le premier musée transversal parisien, où dialoguent mille ans d’histoire de l’art à travers une centaine d’œuvres majeures ». L’inauguration a eu lieu en 2015. En 2016, le musée doit fermer pour cause de « trou financier » et de « malfaçons » essentiellement liés à l’architecture.
Yves Bouvier est l'un des principaux instigateurs du projet de construction du « pôle R4 », la micro-ville artistique de l'île Seguin. Ce pôle artistique, porté et financé par Yves Bouvier, dessiné par l'architecte français Jean Nouvel, était prévu pour 2017,.

### Ventes de ses participations
À l'automne 2016, Yves Bouvier vend le projet R4 au groupe immobilier Emerige-AOG.
En 2017, Natural Le Coultre est vendue à un transporteur français, André Chenue SA, via la holding Horus Finance, en raison de problèmes financiers et juridiques. La même année, dans le cadre de l'enquête pour fraude fiscale présumée d'Yves Bouvier, des fonctionnaires de l'Administration fédérale des contributions (AFC) séquestrent l'un des bâtiments de Natural Le Coultre à Genève, d'une valeur de 4,5 millions de francs suisses.
Yves Bouvier était également propriétaire d'un promoteur immobilier suisse, CA Consulting, détenue par Euroasia Investment, une holding appartenant à Yves Bouvier. Bouvier et son associé Aouad sont poursuivis pour fraude par des sous-traitants.

## Affaires judiciaires

### Soupçon de proxénétisme
Selon le journal Le Point, Yves Bouvier a été pendant plusieurs années le proxénète de Zahia Dehar. Le journal Le Point a été définitivement condamné pour cet article par un arrêt de la Cour d'appel de Paris du 26 septembre 2018, qui constate par ailleurs qu'il n'a jamais été prétendu qu'Yves Bouvier aurait entretenu de telles relations avec Zahia. Zahia Dehar est une ancienne prostituée rendue célèbre à la suite d’une affaire médiatique durant laquelle a été révélé qu’elle avait été rémunérée pour des actes sexuels avec des joueurs de l’équipe de France de Football alors qu’elle était mineure. La relation alléguée entre Yves Bouvier et Zahia Dehar a attiré l’attention de la presse people française ; elle a cependant été niée par Yves Bouvier et Zahia Dehar,.
En février 2020, l’affaire est relancée lorsque l’avocat de l’homme condamné pour proxénétisme dans l’affaire demande sa réouverture auprès du parquet de Paris en remettant à la justice le témoignage d’une ancienne prostituée affirmant que Zahia Dehar et elle-même étaient prostituées par Yves Bouvier.

### Affaire Bouvier
En 2015 le milliardaire russe Dmitri Rybolovlev accuse Yves Bouvier d’une fraude d’une valeur de près d’un milliard de dollars via la vente d’œuvres d’art à des prix surcotés alors qu’il était employé comme conseiller et était rétribué par une commission de 2 % sur la valeur de chaque achat. Le différend qui porte sur 38 œuvres d'art a donné lieu à des litiges civils et pénaux à Singapour, en Suisse, en France, à Monaco, en Chine et aux États-Unis. Yves Bouvier affirme qu'il avait le droit de majorer les prix en tant que vendeur indépendant.
Il rencontre l'oligarque russe Dmitry Rybolovlev pour la première fois durant l'été 2003, alors que ce dernier vient le voir avec sa femme pour prendre la livraison d'une toile de Marc Chagall, Le Cirque. Tania Rappo, une amie de la famille Rybolovlev, a organisé l'achat de la toile Chagall pour six millions de dollars. Lorsque le tableau est arrivé dans les locaux de Natural Le Coultre, situés au port franc de Genève, Tania Rappo est allée voir Yves Bouvier avec le couple Rybolovlev. La toile n'avait alors pas de certificat d'authenticité. Rybolovlev craignant avoir été arnaqué, Bouvier obtient un certificat quelques jours plus tard. Il a demandé à Tania Rappo d'organiser une rencontre avec les Rybolovlev chez eux à Cologny. Il a promis à Tania Rappo une commission pour chaque œuvre vendue à Rybolovlev, pour lui avoir présenté le milliardaire.
Il lui procure par la suite plusieurs œuvres d'art, de Vincent Van Gogh, Pablo Picasso ou encore Amedeo Modigliani.
Selon le New York Times, l'oligarque a été mis au courant de la fraude présumée par Sandy Heller, un conseiller artistique qui avait vendu une toile de Modigliani pour 93,5 millions de dollars à Yves Bouvier. Ce dernier a ensuite revendu le tableau à Rybolovlev pour 118 millions de dollars. Ces informations incitent Rybolovlev à réexaminer ses autres affaires conseillées par Yves Bouvier, puis à poursuivre en justice le marchand d'art en justice.
Le 26 février 2015, à la suite d'une plainte déposée par Dmitry Rybolovlev, Yves Bouvier est arrêté et mis en garde à vue à Monaco pendant 96 heures, après avoir été attiré dans la principauté par le plaignant. Yves Bouvier a été libéré après avoir payé une caution de 5 millions d’euros. Il est accusé d'escroquerie à la suite de marges trop importantes sur la vente de tableaux comme par exemple sur le Salvator Mundi (œuvre dont l'attribution à Léonard de Vinci fait débat) avec une marge de 44 millions de dollars. Yves Bouvier nie fermement cette accusation et se dit surpris d'une telle manœuvre intervenant après plus de 12 ans d'amitié avec Rybolovlev.
Les documents ayant justifié l'arrestation d'Yves Bouvier en date du 26 février 2015 ont été produits par deux cadres de la filiale monégasque de la Banque HSBC. Les documents en question se sont avérés être des faux, de l'aveu de la banque.
De plus, l'avocate de Dmitry Rybolovlev, Tetiana Bersheda, a effectué un enregistrement d'une conversation privée intervenue au domicile de l'oligarque quelques jours avant l'arrestation d'Yves Bouvier. Une plainte est actuellement en cours à l'encontre de Dmitry Rybolovlev et de Tetiana Bersheda. À la suite de la plainte déposée par Tania Rappo, victime de l'enregistrement illicite, Dmitry Rybolovlev et Tetiana Bersheda ont été placés en garde à vue le 17 novembre 2015. Le 23 février 2016, Tetiana Bersheda a été inculpée du chef de violation de la vie privée par le juge d'instruction monégasque. Bersheda soutient que l'enregistrement concernait une conversation professionnelle et était donc autorisé par la loi monégasque. Le 13 mars 2015, la Haute Cour de Singapour a ordonné le gel global des avoirs d'Yves Bouvier.
Le 21 août 2015, la Haute Cour de Singapour qui avait, à la suite de la requête de Rybolovlev, ordonné le gel des avoirs d'Yves Bouvier au niveau mondial, a décidé d'alléger cette mesure, au motif que la démarche initiée par Dmitry Rybolovlev constituait un abus de procédure. Sur le fond, la Haute Cour a ordonné à Rybolovlev le dépôt d'une garantie bancaire de quelque 100 millions de dollars pour garantir le montant des dommages subis par Yves Bouvier et ses sociétés. Ce montant comprend 20 millions de dollars en espèces et le dépôt du tableau de Rothko no 6 (Violet Green and Red),. Le 4 septembre 2015, la Cour d’appel de Hong Kong ordonne également de mettre un terme au gel des avoirs d’Yves Bouvier.
En mars 2016, la Haute Cour de Singapour rejette la tentative d'Yves Bouvier de suspendre l'action civile intentée contre lui par deux sociétés liées au trust familial Rybolovlev, mais l'affaire est transférée au tribunal de commerce international de Singapour, qui traite spécifiquement des litiges commerciaux transfrontaliers. En mai 2016, afin d'obtenir une audience plus favorable, les avocats d'Yves Bouvier ont fait appel contre la décision de la Haute Cour. Bouvier souhaite que l'affaire soit entendue en Suisse. Le 18 avril 2017, la Cour d'appel de Singapour a annulé la décision de la Haute Cour, décidant que l'affaire devait être entendue en Suisse et ordonnant que l'action à Singapour soit suspendue.
Les affaires qui opposent Yves Bouvier, Dmitry Rybolovlev et Tetiana Bersheda sont actuellement en cours d'instruction.
Yves Bouvier a mobilisé une équipe prestigieuse pour assurer sa défense. Dmitry Rybolovlev s'est quant à lui entouré des avocats genevois Tetiana Bersheda et Pierre de Preux. En avril 2016, Bouvier entre dans une nouvelle phase de sa campagne pour se faire connaître en engageant le groupe mondial de relations publiques CNC Communications & Network Consulting, du géant français Publicis Groupe. Il s'est également offert le soutien de Philippe Narmino, le ministre de la Justice convié à un dîner privé chez Rybolovlev une semaine avant l'arrestation de Bouvier, de Jean-Pierre Dreno, procureur général de Monaco, et de Paul Masseron, l'ancien ministre de l'Intérieur promu conseiller de l'AS Monaco,.
En février 2018, un procureur fédéral de Genève, Yves Bertossa, a ouvert une enquête pénale concernant Yves Bouvier et l’a accusé de fraude au détriment de Dmitri Rybolovlev,.
En octobre 2018, Dmitri Rybolovlev entame des poursuites contre la maison de vente Sotheby’s pour son rôle supposé dans une fraude estimée à 380 millions de dollars, car de nombreuses œuvres vendues à Rybolovlev l’ont été via cette maison de vente. Selon les documents de la Cour, Sotheby’s a « matériellement contribué à la plus grande fraude artistique de l'histoire » en fournissant à Yves Bouvier des éléments « destinés à inciter Rybolovlev à payer des prix gonflés et frauduleux » et a ensuite fourni un « vernis de légitimité et d’expertise» en fournissant « sur demande des évaluations gonflées ».
Les courriels récemment[Quand ?] révélés entre le vice-président de Sotheby’s chargé des ventes privées, Samuel Valette, et Yves Bouvier dévoilent le procédé auquel ils ont eu recours : à la demande d’Yves Bouvier, Valette envoyait une évaluation approuvée par Sotheby's qui devait être transférée à Rybolovlev. Yves Bouvier a par la suite acheté des peintures - via Sotheby's - pour des montants inférieurs à ceux indiqués dans l'évaluation, avant de les revendre à Rybolovlev, la plupart du temps à des prix plus élevés que ceux indiqués dans l’évaluation de l’œuvre par la maison de vente. L'historique des transactions que Sotheby's a fourni pour certaines œuvres omet les ventes à Bouvier, bien que Valette ait personnellement été l'intermédiaire de plusieurs de ces ventes.
Yves Bouvier a nié toutes les accusations, arguant qu'il agissait en tant que marchand d'art indépendant, ce qui le rend libre de fixer ses propres prix. Sotheby's a également nié tout acte répréhensible.
Les médias français ont supposé que, dans cette affaire, Rybolovlev aurait pu obtenir de l'aide des autorités monégasques. Toutefois, ces informations n'ont pas encore été confirmées. En novembre 2018, Rybolovlev est mis en examen pour « corruption » et « trafic d’influence » à Monaco.
Affaire dans l’affaire : le 14 septembre 2015, Yves Bouvier est mis en examen pour recel de vol de deux Picasso à Paris. Les deux Picasso vendus appartenaient à Catherine Hutin-Blay, qui déclare avoir été volée,. Dans un autre procès tenu au Liechsteinstein, la défense d'Yves Bouvier a cependant démontré que Catherine Hutin-Blay a bien encaissé le montant de 8 millions d'euros par l'intermédiaire d'un trust établi au Liechtenstein (Nobilo Trust Reg. Shaan), et le ministère public du Liechtenstein a classé la procédure le 1er décembre 2015.
Cette ligne de défense a toutefois été contestée dès le départ par Catherine Hutin-Blay car le versement de 8 millions de dollars concerne en réalité une vente portant sur d’autres œuvres, effectuée par un courtier en art fin 2010, et sans aucun lien avec les œuvres visées dans sa plainte pénale. Ainsi, Catherine Hutin-Blay a fait valoir que « Monsieur Bouvier n’a rapporté ni la preuve du paiement ni la preuve de l’acquisition et de la provenance des œuvres qui font l’objet de la plainte ». À la suite de la demande du procureur de Paris approuvée par le tribunal français en novembre 2024, le marchand d’art suisse Yves Bouvier et son associé Olivier Thomas seront jugés en France pour des accusations liées à la disparition de dizaines d’œuvres de Picasso.
En mars 2016, les autorités américaines lancent également une enquête à la suite des allégations du milliardaire russe.

### Autres litiges
En 2012, Yves Bouvier a été lié à une affaire judiciaire impliquant une collectionneuse canadienne, Lorette Shefner. La famille de cette dernière affirme qu'elle a été victime d'une fraude complexe afin de la persuader de vendre un tableau de Soutine à un prix bien inférieur à sa valeur marchande, pour ensuite le vendre à la National Gallery of Art à Washington à un prix beaucoup plus élevé.
Le 30 mars 2012, la filiale Integrated Fine Arts Solutions (IFAS) de Bouvier à Pékin a été accusée de contrebande d'œuvres d'art et de déclarer des prix beaucoup plus bas à la douane pour les œuvres d'art lors de leur importation dans le pays. Un citoyen allemand, Nils Jennrich, employé du bureau de l'IFAS à Pékin, a passé 127 jours en prison en Chine sans être officiellement inculpé. Afin d'éviter d'être impliqué dans ce contentieux, Yves Bouvier, par l'entremise de son avocat, a contesté l'affiliation avec l'entreprise. Nils Jennrich a été libéré et renvoyé en Allemagne en 2013, l'affaire a été classée et les accusations abandonnées.
En 2018, l'homme d'affaires russe Vladimir Scherbakov a intenté une action en justice contre l'associé d'Yves Bouvier, Thierry Hobaica, qui, selon la presse, avait engagé Bouvier pour traiter avec Scherbakov. Ce dernier l'a accusé de l'avoir surfacturé lors de l'achat de 40 œuvres d'art, qui ont été acquises par des sociétés offshore appartenant à Bouvier.

#### Suspicion d’évasion fiscale
En mars 2017, le ministre des Finances et ancien président de la Suisse, Ueli Maurer, a autorisé une enquête spéciale sur Yves Bouvier, soupçonné d'avoir échappé à l'impôt pour un montant de 165 millions de francs suisses. Les impôts prétendument impayés proviennent de la vente d'un certain nombre d'œuvres d'art d'une valeur de plus de 2 milliards de dollars par l'intermédiaire de ses sociétés offshore.
En avril 2017, dans le cadre d'une enquête sur cette affaire, le domicile et les bureaux de Bouvier à Genève ont été perquisitionnés et des documents ont été saisis. Toutefois, à la demande d'Yves Bouvier, le tribunal a refusé l'accès à ces documents à l'Administration fédérale des contributions, au motif qu'ils contenaient des informations relatives au secret professionnel. En juin 2019, l'administration fiscale suisse a obtenu l'annulation de cette décision.
Le 3 août 2020, les autorités fiscales suisses ont évalué leurs accusations contre Yves Bouvier, après plus de trois ans d'enquête, où le montant évalué était énorme. De 2007 à 2015, Bouvier a vendu près de 2 milliards de francs d'œuvres majeures à travers deux sociétés offshore, MEI invest et Blancaflor Investments. Ces deux sociétés étaient enregistrées dans des paradis fiscaux.
En 2024, la Cour de justice de la République et canton de Genève a rendu un jugement, selon lequel les montants réclamés à Yves Bouvier « par l'administration fiscale cantonale à titre de rappel d’impôt pour les périodes 2008 à 2015 - de l'ordre de 712 millions de francs - sont considérables ». Au mois de septembre 2024, le Tribunal fédéral a rejeté un recours du marchand d’art qui contestait la décision de la Cour de justice du canton.